# Gwalior
Gwalior (hindi ग्वालियर); marathi ग्वाल्हेर) er den nordligst beliggende by i den indiske delstat Madhya Pradesh. Den ligger 122 km syd for Agra. Byen har en betydelig industri, der producerer blandt andet bomuld, garn, farvestoffer og kemikalier. Gwalior Universitet åbnede i 1964.
Gwalior er strategisk beliggende i Gird regionen i Nordindien, og Gwalior fort har fungeret som hovedsæde for flere af Nordindiens historiske kongedømmer, herunder fyrstestaten Gwalior. Gwalior er administrationscentrum for både det omliggende Gwalior distrikt og divisionen af samme navn.
Ved folketællingen i 2001 havde Gwalior 826 919 indbyggere, hvoraf 54 % var mænd og 46 % kvinder. Læsekyndigheden ligger på 70 %, hvilket er højere end det nationale gennemsnit på 59,5 %; 76 % af mændene kan læse, og 63 % af kvinderne. 13 % af befolkningen er under 6 år.